# Falsopetalium
Falsopetalium is een monotypisch geslacht van kevers uit de familie van de klopkevers (Anobiidae).

## Soorten
- Falsopetalium apicale Pic, 1948